# كارولينا ولوداركزاك
كارولينا ولوداركزاك (بالإنجليزية: Karolina Wlodarczak)‏ مواليد 27 يونيو 1987 في ملبورن، هي لاعبة كرة مضرب أسترالية بدأت مسيرتها كمحترفة سنة 2005 تلعب باليد اليمنى وتحتل حالياً المرتبة رقم. 859 (10 نوفمبر 2014) في تصنيف رابطة محترفات كرة المضرب. أعلى تصنيف لها في الفردي كان المركز الـ 380 في سنة 2011.

## روابط خارجية
- كارولينا ولوداركزاك على موقع رابطة محترفات التنس (الإنجليزية)
- كارولينا ولوداركزاك على موقع الاتحاد الدولي لكرة المضرب (الإنجليزية)
- كارولينا ولوداركزاك على موقع اتحاد التنس الأسترالي (الإنجليزية)
- كارولينا ولوداركزاك على موقع إي إس بي إن.كوم (الإنجليزية)